# バレーボールガボン男子代表
バレーボールガボン男子代表は、バレーボールの国際大会で編成されるガボンの男子バレーボールナショナルチームである。
1965年に国際バレーボール連盟へ加盟。

## 過去の成績

### オリンピックの成績
- 2008年 - アフリカ予選敗退

### 世界選手権の成績
- 出場なし

### アフリカ選手権の成績
- 2009年 - 9位